# Giulio Landi
Giulio Landi (né le 30 mai 1498 à Plaisance et mort le 27 avril 1579 à Lodi) est un littérateur italien.

## Biographie
Giulio Landi naquit à Plaisance le 30 mai 1498. Ayant achevé ses études et son cours de philosophie à Rome, il se livra à la jurisprudence, et, après avoir reçu le laurier doctoral, fut admis au collège de magistrature de sa ville natale. Il partit peu de temps après pour la Hongrie, où il fit au moins une campagne, comme volontaire, contre les Turcs. Il parcourut ensuite l’Europe. Se trouvant à Lisbonne, il profita  pour passer à l’île de Madère, où en 1530 il séjourna quelques mois. De retour à Plaisance, il fut honoré successivement de divers emplois, et chargé de missions. Cristoforo Poggiali, son biographe, déclare que « parmi toutes ses recherches, il n’a pas pu venir à bout d’éclaircir et de répandre quelques lumières sur les aventures dont la vie de Landi fut semée ». Une lettre du cardinal Frédéric Frégose, archevêque de Salerne, nous apprend qu’en 1556 Giulio était dans les prisons de Rome, mais on ignore le motif ainsi que la durée de sa détention. Il eut en 1546 une affaire d’honneur dans laquelle plusieurs personnages se trouvaient compromis. Au milieu de cette vie agitée, Landi ne négligeait pas la culture des lettres et abandonnait à Lodovico Domenichi le soin de publier ses ouvrages. Landi mourut à Lodi le 27 avril 1579.

## Œuvres
Ses principaux ouvrages sont :
- Formagiata di ser Stentato al serenissimo re della virtude, Plaisance, 1542, in-8° ; réimprimé par Francesco Turchi à la fin du second livre de la Raccolta delle lettere facete, Venise, 1575, in-8°. On dit que l’idée de cette plaisanterie lui fut inspirée par le goût du cardinal de Médicis, pour ce mets très-commun en Italie.
- La Vita di Esopo tradotta, Venise, ibid., 1550 ; et Milan, 1561 , in-8, avec une traduction des Fables d’Ésope que l’on attribue également à Landi, mais dont l’auteur est inconnu.
- La Vita di Cleopatra, reina d’Egitto ; con una orazione in Iode dell’ignoranza, Venise, 1551, in-8°. Cette vie de Cléopâtre est une espèce de roman dans le genre de la Cyropédie de Xénophon. Elle a été réimprimée plusieurs fois. L’édition de Paris, Molini, 1788, in-12, est très-jolie. Il en existe un seul exemplaire sur vélin. Cet ouvrage a été traduit en français par Barère, 1809, in-18. Le Discours à la louange de l’ignorance se retrouve à la suite des Lettere facete de Turchi, p. 444.
- Le Azioni morali nelle quali si discorse intorno al duello, etc., Venise, 1564, in-8°, t. 1 ; Plaisance, 1575, t. 2. Cet ouvrage, qui, eut beaucoup de succès, fut réimprimé à Venise en 1586, et à Plaisance en 1595 ; c’est une espèce de paraphrase de l’Introduction à la morale par Aristote, en forme de dialogue, dont les interlocuteurs sont Jacques Lefèvre d'Étaples, Josse Clichtove, son disciple, Lorenzo Bartolini, noble florentin, et Landi lui-même, qui, pendant son séjour à Paris, s’était lié d’une étroite amitié avec eux.
- La Descrizione dell’isola della Madera, Plaisance, 1574, in-12. Ce rare volume contient la description de l’île de Madère en latin, par Landi, et la traduction italienne par Alemanio Fino ; Apostolo Zeno ne croyait pas que le texte latin eût été jamais imprimé ; mais Poggiali déclare qu’il possède un exemplaire de l’édition qu’on vient de citer, et que le texte s’y trouve en regard de la traduction italienne. On a des Lettres de Landi dans la plupart des Raccolte du XVIe siècle. Voyez pour plus de détails sa vie dans les Memorie per la storia di Piacenza, t. 2, p. 195-214.